# قسطنطين شرايبر
قسطنطين شرايبر (بالألمانية: Constantin Schreiber)‏ صحفي ألماني يعمل لمحطات التلفاز باللغة العربية والألمانية.
في صباه، تعلم شرايبر اللغة العربية عندما كان في سوريا. تحصل على شهادةٍ في القانون وعملَ كصحفي لصالح الجريدة اللبنانية ذا ديلي ستار فترة 2006-2007. بعد ذلك، عمل مراسلًا إخباريًّا لدويتشه فيله في دبي ورافق المستشارة الألمانية أنغيلا ميركل في أولى زياراتها إلى الشرق الأوسط. منذ 2009 حتى 2011، عمل شرايبر مستشارًا إعلاميًا في شؤون الشرق الأوسط لدى وزارة الخارجية الألمانية.
منذ 2012، يعمل شرايبر كمقدم برامج وخبير في شؤون الشرق الأوسط لدى القناة التلفزيونية الألمانية إن تي في. إضافةً لذلك، كان قد قدمّ السلسلة التلفزيونية الألمانية العربية سايتك عالمنا غدا الذي بُثّ على أون تي في وتلفزيون سلطنة عمان.

## الكتابة
قسطنطين شرايبر هو مؤلف وقد صدر له كتابين:
- بيع ألمانيا: المستثمرون الأجانب يسيطرون على بلادنا، صدر سنة 2010.
- 1000 جلدة: لأني أقول ما أعتقد، صدر سنة 2015، وعمل شرايبر فيه كمحرر لرائف بدوي.

## روابط خارجية
- قسطنطين شرايبر على موقع IMDb (الإنجليزية)
- قسطنطين شرايبر على موقع مونزينجر (الألمانية)
- قسطنطين شرايبر على موقع ميوزك برينز (الإنجليزية)